# Пикенс, Эндрю
Эндрю Пикенс (англ. Andrew Pickens; 13 сентября 1739 — 11 августа 1817) — американский политик и военный, участник англо-черкоской войны и Войны за независимость США. Владел плантацией Хоупуэлл на западе Южной Каролины. Командовал ополчением штата в нескольких сражениях Южного театра войны за независимость. В 1780 году он сдался британцам вместе с гарнизоном форта Девяносто-Шестой, был условно освобождён, но заявил о нарушении англичанами условий освобождения и снова вернулся в строй. Он присоединился к армии Фрэнсиса Мэриона и вместе с ним участвовал в сражении при Коупенсе, осаде Огасты, осаде Девяносто-шестого и в сражении при Этау-Спрингс. 
После войны был членом Палаты представителей США от Южной Каролины. Отец губернатора Южной Каролины, Эндрю Пикенса Младшего.